# Spiroctenus armatus
Spiroctenus armatus is een spinnensoort in de taxonomische indeling van de bruine klapdeurspinnen (Nemesiidae).
Spiroctenus armatus werd in 1913 beschreven door Hewitt.